# Jean-Baptiste Dupin
Pour les articles homonymes, voir Dupin.
Jean-Baptiste Dupin, né le 19 décembre 1772 à Lectoure et mort le 30 avril 1863 à Paris, est un général d'Empire français.

## Biographie
Il est le fils de Raymond Dupin (1731-1806), procureur du roi, et de Jeanne Coste. Après des études au collège des Doctrinaires de Lectoure, son père le destinant à être son successeur, lui fait entreprendre des études de droit. En 1792, il interrompt ses études pour s'engager dans la Garde nationale, dans le 2e bataillon des Volontaires du Gers. ses compagnons sont Jean Lannes, futur maréchal, Lagrange, Soulès, Subervie, Laterrade, futurs généraux. Le bataillon va immédiatement combattre les Espagnols dans les Pyrénées-Orientales. En tant que fils d'un procureur, on lui a proposé d'emblée un grade de capitaine ou même de lieutenant-colonel. N'ayant aucune expérience militaire, au contraire de plusieurs de ses camarades, il préfère faire ses armes comme sergent-major. Après plusieurs échecs, les débutants du 2e bataillon trouvent enfin le succès et Dupin gagne ses galons de sous-lieutenant.
En 1795, il part pour l'Italie, est nommé capitaine dans l'armée des Alpes, il sert sous les ordres d'Augereau, prend part à la bataille de Loano.
Avec l'arrivée de Bonaparte, il combat à l'attaque du château de Cosseria, où son compatriote Pierre Banel est tué. Il est dans les batailles de Lodi et de Pavie, puis à Arcole. 
Le 16 octobre 1798, il est affecté au 91e, avec le grade de capitaine-commandant la 1re compagnie de Grenadiers. Fin 1799, il est dans l'armée du Rhin qui combat en Allemagne. Face à la ville de Heidelberg puissamment défendue, il lance ses compagnies à l’assaut d’un pont sur le Necker et réussit à le franchir au prix de nombreuses pertes. Les Autrichiens, persuadés d’avoir affaire au gros des troupes françaises, abandonnent la ville. En 1800, il est à Marengo.
En 1803, il est envoyé en Corse. Le Premier consul le nomme capitaine aux chasseurs de la Garde consulaire. Il est décoré de la légion d'honneur le 14 juillet 1804.
En 1805, il est à Austerlitz. En 1806-1807, il participe à la campagne de Prusse. En 1808, nommé colonel, il est en Espagne. En mai 1809, il entre à Vienne (Autriche), puis assiste à la bataille d'Essling où son autre compatriote, le maréchal Lannes, est mortellement blessé. Le 13 octobre, alors qu'il est à Schönbrunn, il sauve la vie de l'empereur qu'un étudiant autrichien allait assassiner.
En 1810, il est fait baron d'Empire.
Le 29 avril 1815, il est nommé général de brigade et commandeur de la Légion d'honneur. Il prend part à la bataille de Waterloo, où il perd trois chevaux.
Le 31 août 1815, Jean-Baptiste Dupin est renvoyé dans ses foyers. son grade de général n'étant pas reconnu par le nouveau régime, il n'obtient qu'une retraite d'adjudant-commandant.
Il meurt en 1863, âgé de quatre-vingt-dix ans.